# باو فيلا
باو فيلا (بالإسبانية: Pau Vela Maggi)‏ هو مجدف إسباني، ولد في 31 مايو 1986 في طرطوشة في إسبانيا.

## وصلات خارجية
- باو فيلا على موقع الاتحاد الدولي للتجديف (الإنجليزية)
- باو فيلا على موقع اللجنة الأولمبية الدولية (الإنجليزية)
- باو فيلا على موقع أوليمبيديا (الإنجليزية)